# Poljane (Opatija)
Poljane su naselje u Hrvatskoj u sastavu Grada Opatije. Nalaze se u Primorsko-goranskoj županiji.

## Zemljopis
Sjverno je Veprinac, sjeveroistočno je Opatija, istočno su Ičići, južno su Oprič i Lovran, jugoistočno je Ika, jugozapadno je Dobreć.

## Stanovništvo
| broj stanovnika | 958   | 970   | 1029  | 949   | 1099  | 1179  | 1071  | 1073  | 750   | 664   | 634   | 606   | 658   | 723   | 750   | 534   | 547   |
|                 | 1857. | 1869. | 1880. | 1890. | 1900. | 1910. | 1921. | 1931. | 1948. | 1953. | 1961. | 1971. | 1981. | 1991. | 2001. | 2011. | 2021. |